# Clube Desportivo e Recreativo de Pereiros
O Clube Desportivo e Recreativo de Pereiros foi fundado por escritura pública em 25 de Junho de 1992, com publicação no Diário da República nº 280, III Série, está sediado em Pereiros (S. Vicente da Beira), aldeia pertencente à freguesia de São Vicente da Beira e ao concelho de Castelo Branco.
As modalidades desportivas onde mais se notabiliza são as seguintes:
Atletismo: - O clube está filiado na Associação de Atletismo de Castelo Branco, tem 34 atletas federados na Federação Portuguesa de Atletismo e, na época 2010/ 2011, participou em 14 Grandes Prémios, com muitas vitórias tanto a nível colectivo como individual.
Futsal:  - Durante o verão de 2010 participou em dezenas de jogos englobados nos 6 Torneios em que participou, a saber:  Torneio de Tinalhas - Torneio de Idanha-a-Nova - Torneio de Futsal Solidário em Castelo Branco - Torneio da Escola Amato Lusitano de Castelo Branco - Torneio de Futsal do Peso - Torneio de Futsal do Casal da Fraga.
Outras modalidades do clube:  Futebol 11, Tiro ao Alvo, Jogo da malha, Tênis de Mesa, Passeios Pedestres e Pesca Desportiva.
O torneio de pesca desportiva organizado pelo clube vai já na nona edição, é o maior torneio de pesca que tem lugar no Concelho de Castelo Branco, e é realizado no primeiro fim de semana do mês de Julho, como dá conta o Reconquista (jornal) e
Sendo uma Associação fiel às tradições características de uma aldeia da Beira Interior Sul, o clube organiza também diversos eventos populares, como é o caso do tradicional Magusto, Sardinhadas, Convívios de Sócios, Festas Tradicionais (Festas populares), Fogueira de Natal e o obrigatório Reveillon.
O Clube está devidamente registado e legalizado, tanto na Direcção Nacional de Pessoas Colectivas, como na Direcção Geral das Contribuições e Impostos,